# Мост короля Хуан-Карлоса I
Мост короля Хуан-Карлоса I — мост через реку Гвадалквивир в городе Севилье, назван в честь короля Испании Хуана Карлоса I.

## История
Мост был построен в 1981 году для въезда и выезда из южного района Альхарафе, что позволило разгрузить мост Сан-Хуан и уменьшить нагрузку на транспортную переправу. В связи с увеличением числа жителей района новый мост перестал справляться с растущим трафиком движения. По этой причине недалеко от него был построен мост королевы Софии.
В связи с открытием моста королевы Софии движение стало односторонним по направлению на выезд из Севильи. На въезд стал работать новый мост. 

## Характеристика
Мост был построен с 4 полосами движения, по две в каждом направлении, разделенные бетонным ограждением. После 1991 года мост стал односторонним и реконструирован для движения по пяти полосам. Для этого было убрано центральное ограждение и сокращены технические полосы, а также уменьшена ширина полосы.
Начиная с севера города, это седьмой мост, который пересекает Гвадалквивир и расположен между мостами Сан-Хуан и королевы Софии. Является частью кольцевой дороги SE-30. Это связующее звено между южным районом Альхарафе (Сан-Хуан-де-Аснальфараче, Майрена-дель-Альхарафе, Томарес, Кориа-дель-Рио, Пуэбла-дель-Рио, Паломарес-дель-Рио и др.) и районом Севильи Лос Ремедиос.